# Budapest-Dunapart teherpályaudvar
A Budapest-Dunapart teherpályaudvar, olykor MÁV Budapest Dunaparti teherpályaudvara gyakran csak Dunaparti teherpályaudvar egy mára már megszűnt budapesti pályaudvar volt.

## Története
Budapest vasúthálózatának jelentős része a 19. század második felében épült ki. Ebben az időszakban merült fel az igény a mai Soroksári út térségében egy nagy teherpályaudvar létesítésére. A komplexumot 1880 és 1883 között (más források szerint 1879-ben) építették a Boráros tér - Soroksári út - Körvasút - Duna által határolt területen. A Duna bal partján a függőleges partfal 1882-1884 között épült. (A Petőfi híd ekkor még nem létezett, 1930-1937 között tartott a kivitelezése.) Fontos volt abból szempontból is, hogy segítette a környező ipar kibontakozását, számos üzem vasúton keresztüli kiszolgálását vezetését tette lehetővé. A Soroksári út mentén öt nagy gőzmalom, három vágóhíd, kettő nagy szalámigyár, és számos vegyiüzem sorakozott egymás mellett. A működésükhöz elengedhetetlen volt a nyersanyag-szállítási igények kielégítése. Iparvágány szolgálta ki az ugyancsak az 1880-as években épült hatalmas gabonaraktárat, az úgynevezett Elevátor-házat, és a Fővámház udvarán lévő Budapest-Fővámház teherpályaudvart is. Az 1900-as évek első évtizedében évente mintegy 110 ezer vagonnyi áru fordult meg itt, nagyjából 9 millió mázsát megmozgatva.
A pályaudvar a fénykorát az első világháború idejéig (1914–1918) élte, ezt követően a visszaszoruló malomipar következtében kezdte elveszteni a jelentőségét. Az 1930-as években elbontották a Budapest-Fővámház teherpályaudvarhoz és a Nagyvásárcsarnokhoz tartozó iparvágányt. Ennek ellenére évi forgalma több, mint 300 000 tonna volt. A második világháborúban a pályaudvar raktárainak nagy része elpusztult, és az Elevátor-ház is kiégett. (Később elbontották.)
Az 1950-es években a csepeli HÉV vágányainak kiépülése miatt csökkent a pályaudvar területe. Ennek ellenére a létesítmény a rendszerváltásig megszakítás nélkül üzemelt tovább. Az 1990-es évekre erősen leromlott az állapota. Megszüntetése az 1995-re tervezett Bécs-Budapest világkiállítás kapcsán merült fel. A pályaudvar 1992 júliusától kiürítették, majd ősszel nekiláttak az elbontásának is. November közepén a terület átadásra került az Expo számára. A világkiállítás végül nem valósult meg Budapesten. A területen később a Millenniumi városközpont épült ki számos lakó- és irodaházzal, több kulturális létesítménnyel. A felszámolt teherpályaudvar déli részén 2002-ben átadták a Nemzeti Színházat, majd 2005-ben pedig a Művészetek Palotáját.
Az 1992-1993 között felszámolt teherpályaudvart a Ferencvárosi pályaudvarral és a Soroksári út vasútállomással összekötő két vontatóvágány maradványait 2001-2006 között a Csepeli HÉV üzemi menetek számára használta. 2003-2005 között pedig a Nemzeti Színház közönségét szállító különvonatok közlekedtek rajtuk. 2006-ban a Kvassay Jenő út szélesítése és a Könyves Kálmán körútig történő kiépítése miatt a két vágányt végleg elbontották.

## Részei
A pályaudvaron a következő objektumokat építették ki:
- a raktározásra, áruszállításra 17, egyenként 100 méter hosszú, 15 méter széles raktárépület
- a szabad tárolásra két nagy nyílt rakodó
- a vágányok mentén pedig külön szabad rakodóhelyek
- az átmeneti forgalom számára hat faraktár
- gőzenergiával működő daruk
- egy hivatali épület
- több lakóépület
- egy lokomotívszín 4 mozdony számára
- egy nagy és több kisebb fordítókorong
- egy széntározó
- több kisebb melléképület

## Iparvágányok a pályaudvarról
A mai Petőfi hídtól északra:
- Fővámház[9]
- Központi Vásárcsarnok[10]
- Közraktárak[9]
- Elevátor-ház[9]

A mai Petőfi hídtól délre:

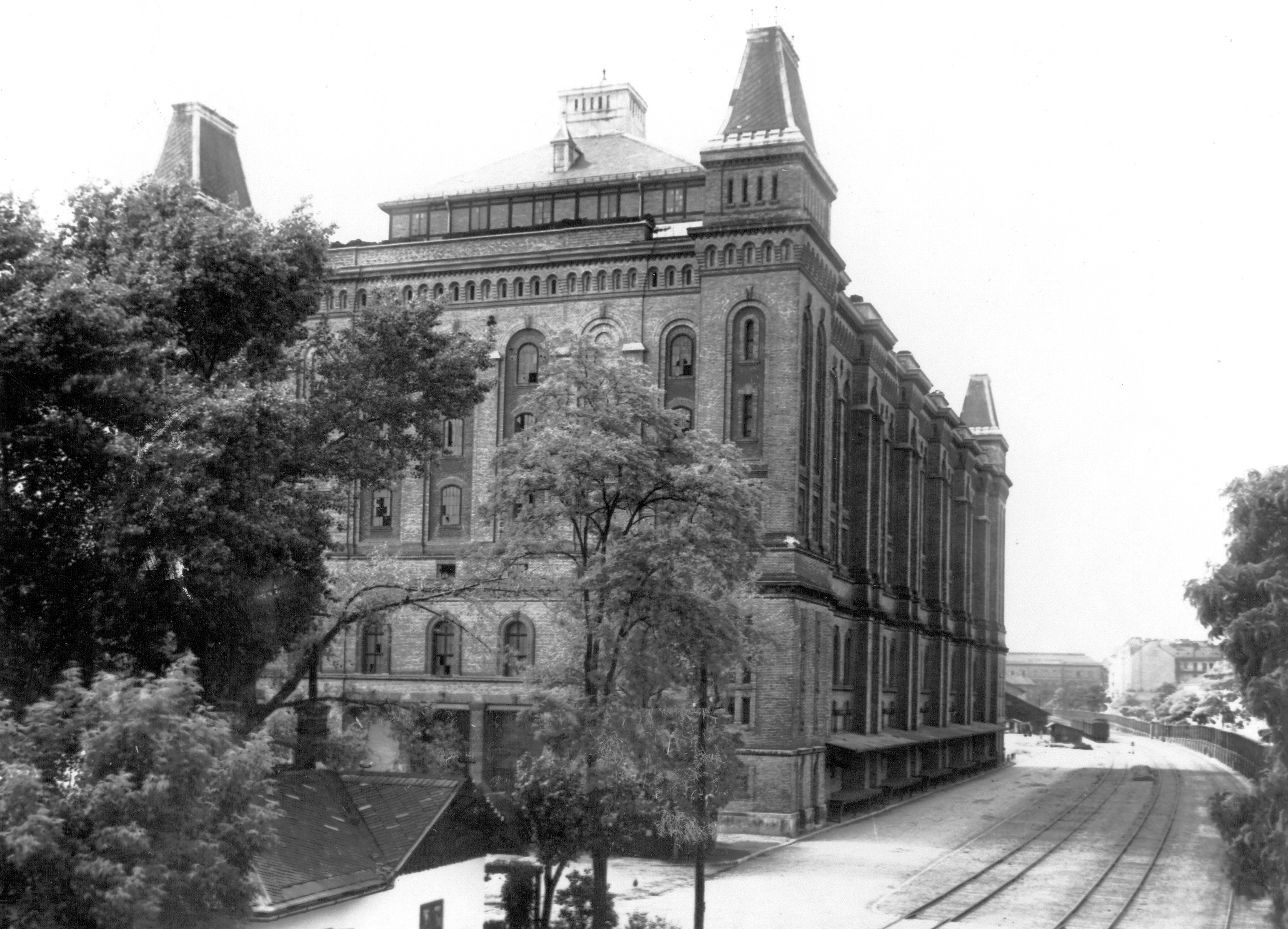
Az állomás északi részén állt az Elevátor-ház nevű gabonaraktár. Az épületet 1948-1966 között bontották el. (1930-as fénykép)

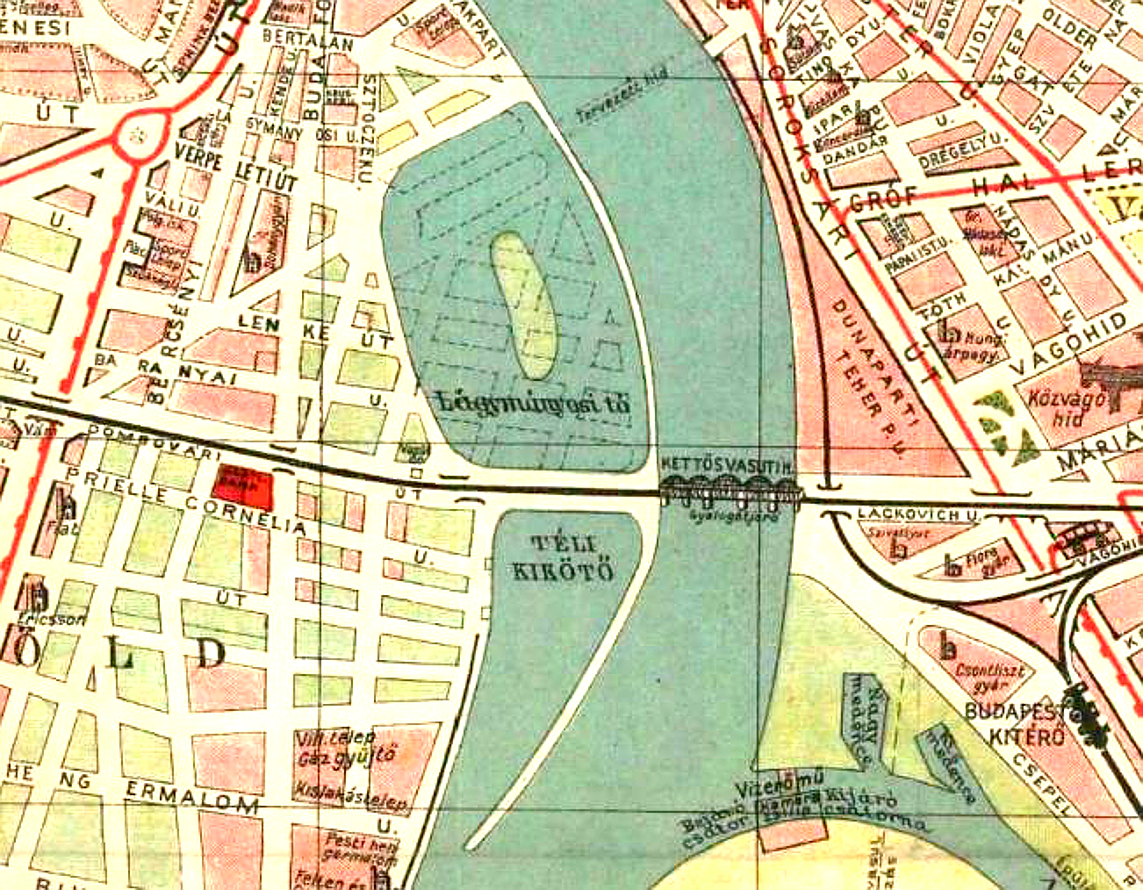
Ezen az 1930-as térképen a készítők külön jelölték a pályaudvar területét

- Pesti Molnárok és Sütők Részvénytársaság gőzmalma[11]
- Gizella-malom[11]
- Concordia Gőzmalom Rt.[11]
- Hedrich & Strauss Királymalma[11]
- Magyar Élelmiszer Szállító Rt.[11]
- Hungária Árpagyöngy- és Köleskásagyár Rt. (Hungária-malom)[11]
- Hűtőház (Nádasdy utca)[12][13]
- Budapesti Csokoládégyár[12]
- Budapesti Marhaközvágóhíd és Húsfeldolgozó Vállalat[5][14]

A mai Rákóczi hídtól délre:
- Flóra Gyertyagyár[11][12]
- Erőtakarmánygyár (Spódiumgyár, Csontlisztgyár)[9][11]

## Egyéb hivatkozások
- http://www.vasutallomasok.hu/allomas.php?az=bpdt
- https://maps.arcanum.com/hu/browse/city/budapest/
- https://altmarius.ning.com/profiles/blogs/egykor-teherpalyaudvar-volt-ma-millenniumi-varoskozpont-1

## Videófelvételek
- Ferencvárosi séták – Dunapart Teherpályaudvar – Youtube.com, Közzététel: 2017. máj. 16.